# Santa Isabel do Rio Negro
Santa Isabel do Rio Negro là một đô thị thuộc bang Amazonas, Brasil. Đô thị này có diện tích 62846,24 km², dân số năm 2007 là 16573 người, mật độ 0,26 người/km².